# Флегмове число

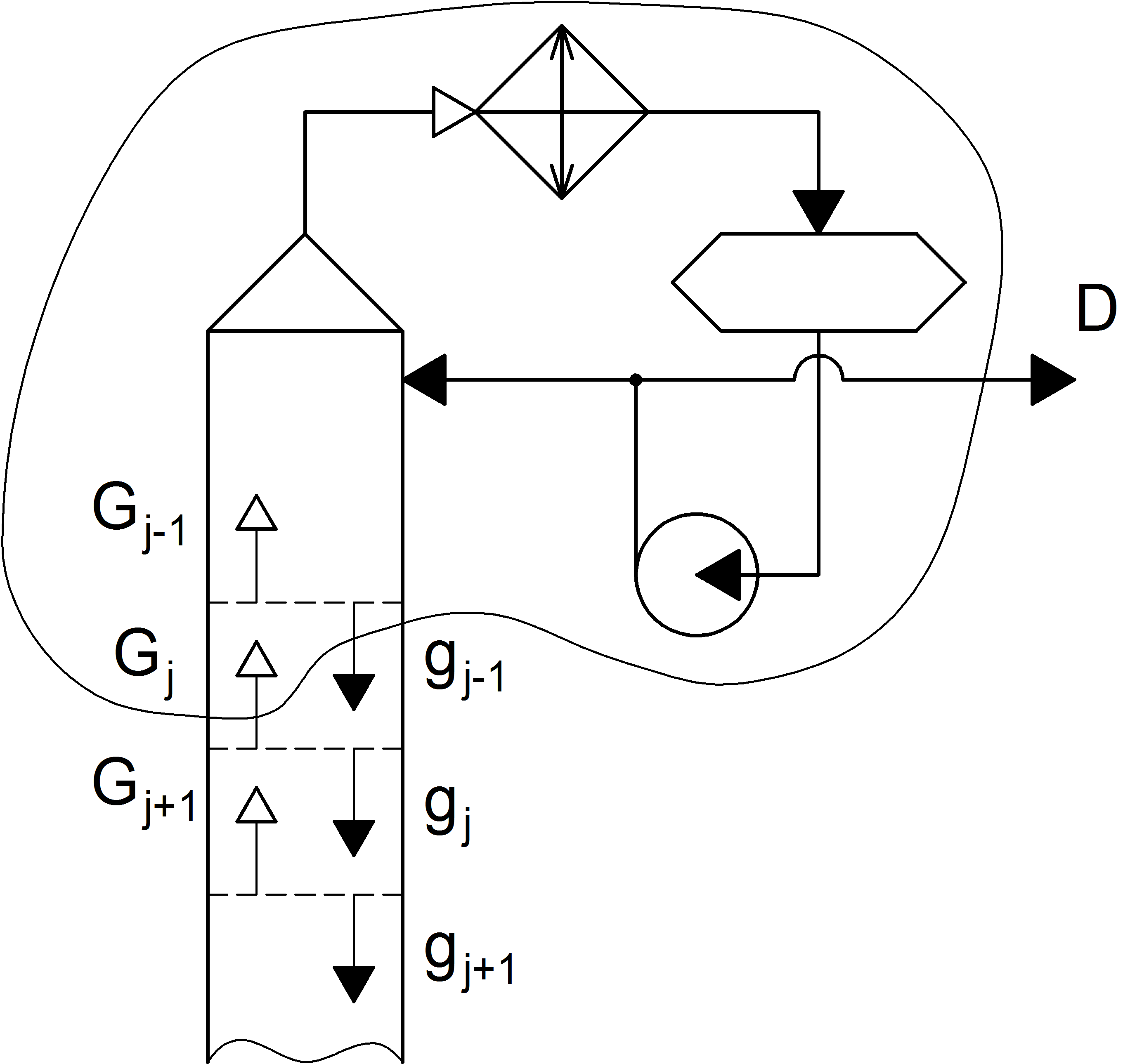
Схема потоків в концентраційної секції колони

Фле́гмове число́ (коефіцієнт зрошування) — параметр роботи  ректифікаційної колони, який визначає ефективність процесу розділення в  концентраційній секції колони; поряд з числом  теоретичних тарілок є найважливішим параметром, що визначає якість розділення.
Флегмове число являє собою відношення кількості рідини, що стікає з будь-якої тарілки в концентраційні секції колони (від місця введення сировини до відбору верхнього продукту - дистиляту), до кількості відбираємого дистиляту.
Рівняння матеріального балансу для довільно обраного контуру концентраційної секції колони:
{\displaystyle G_{j}=g_{j-1}+D}
де {\displaystyle G_{j}} — витрати пари, який випаровується з j-ї тарелки, {\displaystyle g_{j-1}} — витрата рідини, що надходить на j-у тарілку з вищої тарілки, D — витрати дистиляту.
Тоді флегмове число запишеться як відношення {\displaystyle F_{j}={\frac {g_{j-1}}{D}}}.
Флегмове число є характеристикою тільки зміцнюючої (концентраційної) секції колони; нижче зони живлення в якості аналогічної характеристики виступає парове число, яке являє собою відношення кількості пари, що піднімається з будь-якої тарілки у перегінній секції колони (від місця введення сировини до відбору нижнього продукту - залишку), до кількості  залишку. У разі повної колони ректифікації (має і концентраційну, і перегінну секції) часто згадують лише флегмове число, оскільки його зміна впливає на величину парового числа. Варто однак пам'ятати, що в разі неповної перегінної колони якість відбираємого продукту (залишку) буде залежати тільки від парового числа.
Флегмове число може приймати будь-які значення в інтервалі від Fmin (в  режимі мінімального зрошення) до нескінченності (в  режимі повного зрошення) при заданій якості дистиляту, а також інших параметрах, що визначають процес розділення в колоні (тиск, частка пари в сировині, що надходить в зону живлення колони). У разі невиконання цієї умови на практиці задана чистота дистиляту досягатися не буде.